# Корейский чиндо
Корейский чиндо (корейский джиндо, корейский хиндо, чиндоккэ, кор. 진돗개?, 珍島狗?) — порода охотничьих собак, происходящая с острова Чиндо в Южной Корее. Признана национальным достоянием страны, на родине славится исключительной преданностью и отвагой.

## История породы
Нет никаких письменных свидетельств о происхождении породы. Не подлежит сомнению, что эти собаки живут на острове Чиндо уже несколько тысячелетий. Существуют различные версии о происхождении чиндо. Одна из теорий утверждает, что порода произошла от монгольских собак, сопровождавших монгольские войска при нашествии в Корею около XIII века. В условиях островной жизни собаки сохранили черты своих древних предков.
Сейчас порода находится под защитой закона. В 1962 году правительство Южной Кореи присвоило чиндо статус национального достояния (천연기념물; 天然記念物). Из-за особого статуса собак их трудно вывозить за пределы Кореи. Чиндо участвовали в церемонии открытия летних Олимпийских игр 1988 года в Сеуле. В Корее создан научно-исследовательский центр, занимающийся изучением и сохранением корейских чиндо.
Правительство Кореи и компания Samsung прилагали усилия для международного признания породы. Порода признана международной кинологической Федерацией в 1995 году на предварительной основе и в 2005 году на постоянной основе.

## Внешний вид
Чиндо — шпицеобразные собаки среднего размера с двойной шерстью дикого типа. Отличается от других шпицеобразных пород и метисов пропорциями черепа, морды, головы и корпуса. Корейский чиндо производит впечатление умной, сильной, ловкой и бдительной собаки. В породе сильно выражен половой диморфизм: голова кобеля более широкая, скуластая, с мощной мордой, голова суки легче и имеет треугольную форму, в целом суки более элегантны. Голова при взгляде сверху имеет треугольную форму. Уши стоячие, морда прямая. Мочка носа чёрная, у белых собак — розовая. Глаза тёмные, довольно маленькие, с живым выражением, внешние уголки глаз приподняты к ушам. Хвост длинный, в форме полукольца или кольца, касается спины.
В породе традиционно различают два типа сложения:
- Тхонголь (кор. 통골) или Кёпкэ (кор. 겹개): более мускулистая и коренастая собака, высота в холке равна длине корпуса; глубина груди приблизительно равна половине высоты в холке; поясница короткая.
- Худу (кор. 후두) или Хёткэ (кор. 혓개): более стройная собака, с несколько меньшей глубиной груди и чуть более длинной поясницей. Голова, уши, морда тоже более длинные, соотношение высоты к длине корпуса 10:11.

Корейская национальная кинологическая ассоциация признает и третий тип телосложения Какколь (кор. 각골), промежуточный, с удлинённым корпусом и глубокой грудью.
В породе допускаются окрасы: палевый, чёрный, чёрно-подпалый, тигровый, серый (волчий, образованный смесью белых, чёрных и палевых волос), а также белый — светло-палевый с коричневыми или светло-коричневыми кончиками ушей, хвоста и задней частью задних ног и иногда ремнём вдоль спины. Подшёрсток плотный, светлого окраса.

## Темперамент
Чиндо ценятся за привлекательную внешность, высокий интеллект, верность и отвагу. Чиндо очень энергичны и могут стать отличными домашними собаками, если давать им достаточную умственную и физическую нагрузку. Однако их не рекомендуют выгуливать с другими собаками, в отношении которых они могут проявлять агрессию. Чиндо не годятся для содержания в квартире, а двор, где живёт чиндо, должен иметь ограждение высотой минимум 180 см.
Чиндо нуждается в постоянном взаимодействии с людьми или другими собаками. Самостоятельные и сообразительные, они неплохо обучаются, хотя дрессировка может потребовать немалого времени. Предоставленные сами себе, в поисках развлечений чиндо могут удрать, сделав подкоп или перебравшись через стену, а в закрытом помещении могут повредить мебель и стены.
Некоторые чиндо испытывают отвращение к воде и тщательно избегают ситуаций, в которых могут намокнуть: мыть себя они позволяют с большой неохотой, а некоторые даже не выходят в дождь и отказываются перейти водный поток по мосту.

### Легенда о преданности
Корейский чиндо хорошо известен своим преданным и ласковым характером. Многие чиндо не принимают пищу от кого-либо, кроме их владельцев.
В 1993 году семилетняя сука чиндо Пэкку (кор. 백구?, 白狗?; переводится как «белая собака»), выращенная 83-летней жительницей острова Чиндо, была продана новому владельцу в город Тэджон, который находится примерно в 300 км от острова. Собака сбежала и вернулась к своей первой владелице через 7 месяцев, исхудавшая и измученная. История стала национальной сенсацией в Корее и легла в основу сюжетов документальных и мультипликационных фильмов и литературных произведений для детей. В 2004 году в округе Чиндо установлен памятник Пэкку.

## Использование

### Сторожевая служба
Чиндо — отличные сторожевые собаки, они хорошо отличают членов своей семьи и друзей от незнакомцев. Известно, что в корейской армии чиндо используют в качестве сторожевых собак на крупных базах. В обычной обстановке эти собаки молчаливы, поэтому их лай надёжно свидетельствует о каком-либо происшествии. Корейцы называют чиндо «привратниками» и привязывают их возле входа в сельский дом.

### Охота
Чиндо обладают выдающимися охотничьими способностями, охотятся на крупную и среднюю дичь. Используются главным образом в охоте на оленя и кабана. В Корее есть легенда о трех чиндо, убивших амурского тигра. Имеются отдельные сообщения корейских владельцев о том, что собака утром вела их в лес к туше оленя, убитого собакой в одиночку. В Америке сообщают, что чиндо убивают койотов, вторгающихся на охраняемую ими территорию. В традиционной корейской охоте без ружей стая хорошо обученных чиндо очень ценилась. Стая преданных хозяину собак легко убивала оленя и охраняла добычу от падальщиков, пока одна из собак приводила владельца к месту, где находилась добыча.

### Поисковая и спасательная служба
В интервью изданию Korea Economic Daily (한국경제) в 2009 году кинолог и хендлер Пак Нам Сун (박남순) утверждал, что чиндо не годятся на роль собак-спасателей и поисковых собак. Из-за крайне сильного охотничьего инстинкта они могут отвлечься от работы ради охоты. Кроме того, они исключительно преданы первому владельцу, а рабочим собакам приходится часто менять владельца. В 2010 году аналогичное мнение высказал и участник Корейского форума по безопасности Сон Мин Сок (손민석). Тем не менее, усилия по подготовке корейских чиндо для поисково-спасательной службе продолжились. В октябре 2010 года Департамент полиции Лос-Анджелеса объявил о намерении попробовать использовать четырёх чиндо для патрулирования и службы обнаружения. Через год тренеры пришли к выводу, что собаки не подходят для работы в полиции, слишком легко отвлекаются и слишком стремятся угодить своим хозяевам.